# Alien T
Alien T (rodno ime Marco Collini) je talijanski hardcore/gabber DJ i producent.
Marco je rođen 9. ožujka 1983. u Campobassu i uvijek je volio glazbu, počeo je voljeti elektroničku glazbu još kao dijete, i 2000. je prvi put poslušao hardcore techno iz kompilacije iz tog razdoblja (Extreme 2000) kojeg je na prvo slušanje zavolio.
2002., Marco je kupio svoje prve gramofone i započeo je usavršavati vlastite vještine u deejayanju, no, nažalost, u njegovom gradu nema hardcore glazbe, pa je morao otići u Rim kako bi kupio vinilne ploče i CD-e, i u "Virus Recordsu" i "Deejay Mixu" (dvije rimske trgovine vinilnim pločama) je upoznao dva najvažnija hardcore izvođača: Hellsystemom i Amnesysom.
Marco i Dario (Amnesys) su postali najbolji prijatelji, i Marco, razumijevši puno o hardcore glazbi u njegovim razgovorima s Dariom, je odlučio započeti s vlastitom produkcijom.
Od 2004. do 2005., Marco je nastupao na nekim srednjim i velikim zabavama u Švicarskoj te je bio jedan od pobjednika Megaraveovog natječaja za novonadarenog DJ-a.
Istovremeno, Marco je zahvaljujući njegovoj velikoj strasti i savjetima najboljeg prijatelja Amnesysa, postao je dobar u svojim produkcijama, i krajem 2006., odlučio je poslati svoje demosnimke G-Net Recordsu (podizdavačkoj kući Traxtorm Recordsa) i The Stunned Guysi su odlučili objaviti Marcove radove u EP-u "I'll Be Tha Hardest E.P." (2007.), pa je tako rođen Alien T.
Zahvaljujući njegovom prvom izdanju, Alien T je iste godine po prvi puta nastupio u klubu "Florida" (najvažnijem talijanskom hardcore klubu) na zabavama kao što su Sunbeat 2007 i The Nightmare in Italy.
2008. je prvi put nastupio na glavnom odjeljku na vrlo velikoj talijanskoj zabavi United Hardcore Forces, te je također iste godine nastupao na Masters of Hardcoreu u Italiji i Sunbeat 2008.
Krajem 2008., Alien T je shvatio kako se, ako želi razvijati svoju djelatnost DJ-a, mora preseliti u Bresciu, gdje se nalaze najvažnije talijanske zabave, pa je otišao živjeti u Adro, pa se na sreću u istome gradu nalaze dva studija u vlasništvu Claudija Lancinija koji je Alien T-ju dao jedan od dva studija kako bi mogao raditi svoju glazbu.
Marcov izbor je bio dobar, i također zahvaljujući pomoći njegove izdavačke kuće, puno su se poboljšali njegovi nastupi i 2009. je nastupao na skoro svim najvažnijim talijanskim hardcore događajima kao što su: United Hardcore Forces 09, Masters Of Hardcore - Italian Freakz, E-Mission, Fusion-E, Conflict 01, History Of Hardcore, Kick.It, Sunbeat 09, te je iste godine također nastupao na Hardcore Italia Stage @ Dominator Festivalu u Nizozemskoj i jedna od njegovih pjesama "Wartime" je izabrana za službenu kompilaciju ove zabave.
Alien T i dalje radi na svojoj glazbi, tako poboljšavavši svoje vještine također zahvaljujući profesionalnom studiju. Producirao je dvije nove pjesme "Bullets In Their Heads" i "Ghetto Mentality" koje su se jako svidjele Maxxu iz The Stunned Guysa, pa je odlučio ispuniti Marcov san - postati dijelom Traxtorm Recordsa.

## Diskografija
- 2007.: I'll Be Tha Hardest
- 2010.: Bullets In Their Heads
- 2010.: United Hardcore Forces

## Vanjske poveznice
- Diskografija
- Alien T na MySpaceu
- Alien T na Twitteru
- Alien T na Facebooku